# مطرود (فیلم ۲۰۰۲)
مطرود (به هندی: Karz: The Burden of Truth) یا مطرود: مسئولیت حقیقت فیلمی است محصول سال ۲۰۰۲ و به کارگردانی هری باوجا است. در این فیلم بازیگرانی همچون سانی دئول، سونیل شتی، شیلپا شتی، اشوتوش رانا، کیرون کهیر، جانی لور، هیمانی شیوپوری ایفای نقش کرده‌اند.